# Melinaea
Melinaea es un género de mariposas de la tribu Ithomiini, familia Nymphalidae.

## Especies
En orden alfabético:
- Melinaea ethra (Godart, 1819)
- Melinaea idae (Felder & Felder, 1862)
- Melinaea isocomma Forbes, 1948
- Melinaea lilis (Doubleday, 1847)
- Melinaea ludovica (Cramer, [1780])
- Melinaea marsaeus (Hewitson, 1860)
- Melinaea menophilus (Hewitson, 1856)
- Melinaea mnasias (Hewitson, 1856)
- Melinaea mneme (Linnaeus, 1763)
- Melinaea mnemopsis Berg, 1897
- Melinaea satevis (Doubleday, 1847)